# Siergiej Goriełow
Siergiej Dmitrijewicz Goriełow (ros. Серге́й Дми́триевич Горе́лов, ur. 23 czerwca 1920 we wsi Monastyrszczino w guberni tulskiej, zm. 22 grudnia 2009 w Moskwie) – radziecki lotnik wojskowy, generał pułkownik lotnictwa, Bohater Związku Radzieckiego (1944).

## Życiorys
W 1937 ukończył moskiewskie technikum chemiczne, 1937-1938 pracował w zakładzie chemicznym w Moskwie, 1938 ukończył Dzierżyński Aeroklub miasta Moskwy, od grudnia 1938 służył w Armii Czerwonej. W 1940 ukończył wojskową szkołę lotników w Borisoglebsku, był lotnikiem rezerwowego pułku lotniczego w Chabarowskim Okręgu Wojskowym i dowódcą klucza lotniczego pułku niszczycielskiego w Kijowskim Specjalnym Okręgu Wojskowym, po ataku Niemiec na ZSRR walczył na froncie, od sierpnia 1941 do lutego 1942 dowodził kluczem 165 lotniczego pułku niczczycielskiego, od sierpnia do października 1941 na Froncie Rezerwowym, w listopadzie 1941 Froncie Zachodnim, w listopadzie-grudniu 1941 Południowo-Zachodnim, a od grudnia 1941 do lutego 1941 Briańskim, we wrześniu 1941 został ranny. We wrześniu 1942 ukończył kursy w Połtawie, od listopada 1942 do maja 1945 był zastępcą dowódcy i dowódcą eskadry 13 Niszczycielskiego Pułku Lotniczego/111 Gwardyjskiego Niszczycielskiego Pułku Lotniczego, od listopada 1942 do stycznia 1943 walczył na Froncie Stalingradzkim, od stycznia do kwietnia 1943 Południowym, w kwietniu-maju 1943 Północno-Kaukaskim, od lipca do października 1943 Woroneskim, od października 1943 do sierpnia 1944 1 Ukraińskim, a od sierpnia 1944 do maja 1945 4 Ukraińskim. Brał udział w bitwie pod Stalingradem, operacji rostowskiej, walkach powietrznych na Kubaniu, bitwie pod Kurskiem, bitwie o Dniepr, operacji proskurowsko-czerniowieckiej, lwowsko-sandomierskiej, zachodniokarpackiej, morawsko-ostrawskiej i praskiej, w październiku 1943 został ponownie ranny.
W czasie wojny wykonał łącznie 322 loty bojowe, w 60 walkach strącił osobiście 27 samolotów wroga, a w grupie dwa samoloty wroga. Po wojnie nadal dowodził eskadrą (w Karpackim Okręgu Wojskowym), w 1952 ukończył Akademię Wojskowo-Powietrzną w Monino, był dowódcą pułku lotniczego w Centralnej Grupie Wojsk (w Austrii), a od września 1955 w Białoruskim Okręgu Wojskowym w obwodzie brzeskim, a od listopada 1955 do grudnia 1957 dowódcą 66 Niszczycielskiej Dywizji Lotniczej (w Rumunii), w 1959 ukończył Wojskową Akademię Sztabu Generalnego. Od października 1959 do lipca 1961 dowodził 275 Niszczycielską Dywizją w Południowej Grupie Wojsk (Węgry), 1961-1962 był zastępcą dowódcy 48 Armii Powietrznej ds. przygotowania bojowego w Odeskim Okręgu Wojskowym, a 1962-1967 I zastępcą dowódcy 57 Armii Powietrznej w Karpackim Okręgu Wojskowym (we Lwowie), od listopada 1967 do czerwca 1969 był komenderowany służbowo do Egiptu jako starszy doradca wojskowy dowódcy sił powietrznych. Od czerwca 1969 do stycznia 1977 dowodził 14 Armią Powietrzną w Karpackim Okręgu Wojskowym, w 1971 ukończył wyższe kursy akademickie przy Wojskowej Akademii Sztabu Generalnego, od stycznia 1977 do listopada 1980 był zastępcą Głównodowodzącego Siłami Wojskowo-Powietrznymi ds. wojskowych instytucji edukacyjnych, od stycznia 1981 do września 1987 konsultantem w Akademii Wojskowo-Powietrznej im. Gagarina w Monino, następnie zakończył służbę wojskową. Był deputowanym do Rady Najwyższej ZSRR 9 kadencji (1975-1980). Został pochowany na Cmentarzu Trojekurowskim.

## Awanse
- Młodszy porucznik (25 lipca 1940)
- Porucznik (19 lutego 1943)
- Starszy porucznik (1943)
- Kapitan (1944)
- Major (4 lutego 1945)
- Podpułkownik (30 kwietnia 1949)
- Pułkownik (2 września 1953)
- Generał major lotnictwa (27 sierpnia 1957)
- Generał porucznik lotnictwa (7 maja 1966)
- Generał pułkownik lotnictwa (4 listopada 1973)

## Odznaczenia
- Złota Gwiazda Bohatera Związku Radzieckiego (26 października 1944)
- Order Lenina (dwukrotnie - 26 października 1944 i 11 października 1974)
- Order Czerwonego Sztandaru (siedmiokrotnie - 27 lutego 1943, 28 września 1943, 11 września 1944, 22 maja 1945, 16 maja 1947, 6 grudnia 1955 i 28 września 1956)
- Order Aleksandra Newskiego
- Order Wojny Ojczyźnianej I klasy (dwukrotnie - 27 kwietnia 1943 i 11 marca 1985)
- Order Czerwonej Gwiazdy (5 listopada 1954)
- Medal „Za zasługi bojowe” (24 czerwca 1948)
- Krzyż Kawalerski Orderu Odrodzenia Polski (Polska, 6 października 1973)
- Krzyż Wojenny Czechosłowacki 1939 (1 maja 1946)

I medale ZSRR i inne odznaczenia zagraniczne.